# Episodi di V Wars
La prima e unica stagione della serie televisiva V Wars, composta da 10 episodi, è stata interamente pubblicata sul servizio di streaming on demand Netflix il 5 dicembre 2019.
| nº | Titolo originale                    | Titolo italiano                        | Pubblicazione USA | Pubblicazione Italia |
| -- | ----------------------------------- | -------------------------------------- | ----------------- | -------------------- |
| 1  | Down with the Sickness              | Il contagio                            | 5 dicembre 2019   | 5 dicembre 2019      |
| 2  | Blood Brothers                      | Fratelli di sangue                     | 5 dicembre 2019   | 5 dicembre 2019      |
| 3  | Because I Could Not Stop for Death  | Perché neanche la morte potrà fermarmi | 5 dicembre 2019   | 5 dicembre 2019      |
| 4  | Bad as Me                           | Cattivi quanto me                      | 5 dicembre 2019   | 5 dicembre 2019      |
| 5  | Cold Cold Ground                    | La fredda terra                        | 5 dicembre 2019   | 5 dicembre 2019      |
| 6  | It's Not Enough to Have Lived       | Non basta aver vissuto                 | 5 dicembre 2019   | 5 dicembre 2019      |
| 7  | The Night Is Darkening Round Me     | Cala la notte intorno a me             | 5 dicembre 2019   | 5 dicembre 2019      |
| 8  | Red Rain                            | Pioggia rossa                          | 5 dicembre 2019   | 5 dicembre 2019      |
| 9  | The Junkie Run of the Predator Gene | L'iniezione con il gene del predatore  | 5 dicembre 2019   | 5 dicembre 2019      |
| 10 | Bloody but Unbow'd                  | Insanguinato ma inarrestabile          | 5 dicembre 2019   | 5 dicembre 2019      |